# Волгоградське
Волгогра́дське (каз. Волгоград) — село у складі Житікаринського району Костанайської області Казахстану. Входить до складу Муктікольського сільського округу.
У радянські часи село називалось Волгоградський.
Населення — 124 особи (2021; 720 у 2009, 957 у 1999, 1063 у 1989).